# Roberto Puno

Roberto Puno

Roberto "Robbie"  V. Puno (27 maart 1962) is een Filipijns politicus. 

## Biografie
Roberto Puno werd geboren op 27 maart 1962. Hij was het elfde van twaalf kinderen van voormalig minister van justitie, rechter en parlementslid Ricardo C. Puno en Priscilla Villanueva. Twee van zijn oudere broers zijn televisiepresentator Ricardo Puno jr. en minister van binnenlandse zaken Ronaldo Puno. Roberto Puno studeerde aan de Ateneo de Manila University waar hij in 1984 een bachelor of Arts-diploma behaalde. Aansluitend studeerde hij in de Verenigde Staten. In 1987 voltooide hij er een master-opleiding Bedrijfskunde aan Georgetown University in Washington D.C.. Nadien werkte Puno nog vijf jaar in de VS voor hij terugkeerde naar de Filipijnen.
Na zijn afstuderen was Puno werkzaam in het Filipijns bedrijfsleven. Daarnaast was hij actief als columnist, radio- en televisiepresentator en sportcommentator. Puno was tevens campagnemanager van verkiezingscampagnes van zijn broer Ricardo Puno jr. en zijn schoonmoeder Boots Anson-Roa. Bij de verkiezingen van 2007 werd Puno zelf namens het 1e kiesdistrict van Antipolo City gekozen in het Filipijns Huis van Afgevaardigden. Die zetel was vacant sinds zijn broer Ronaldo Puno in 2006 was benoemd tot minister van binnenlandse zaken in het kabinet van Gloria Macapagal-Arroyo. Bij de verkiezingen van 2010 en 2013 werd Puno herkozen. Hij werd in zijn laatste termijn gekozen tot (een van de zes) vicevoorzitters (Deputy Speakers) van het 16e Filipijns Congres.
Puno is getrouwd met Maria Christina "Chiqui" Roa en kreeg met haar drie kinderen